# Distretto di Shanhua
Il distretto di Shanhua (善化區S, Shànhuà QūP) è un distretto della municipalità di Tainan, situata a Taiwan.